# Balassi Bálint Gimnázium (Balassagyarmat)
A Balassagyarmati Balassi Bálint Gimnázium Balassagyarmat hat középiskolájának egyike, a térség egyik legrégibb gimnáziuma. Tagja az Arany János Tehetséggondozó Programnak.

## Története
A kiegyezést követő években Balassagyarmat is jelentős változásokon ment keresztül. A polgárosodás során a városnak szüksége lett egy gimnáziumra, amire már a XVII. század közepétől vágytak, de a pozsonyi országgyűlés visszautasította. 1892-ben Nógrád vármegye a kormány elé terjesztette a gimnázium ügyet, amit több helyszíni vizsgálat után 1899-ben elfogadtak. Ezzel 1900 szeptemberében megnyitotta kapuit a balassagyarmati állami főgimnázium; első igazgatójának Sárffy Aladárt nevezték ki.
1914-től a háború rányomta bélyegét az iskolára. Az iskola épületét különböző katonai célokra használták (katonai kórház, étkezde, mosdó). Ezekben az időkben külön fejezetet kapott az iskola évkönyvében az "Iskolánk és a háború".
Az iskola 1922-ben vette fel a Balassi Bálint nevet és 1925-ben reálgimnáziummá vált, továbbá 1928-ban a nyolcosztályos gimnázium megszűnt, helyette négyosztályos képzést indítottak.
A második világháború nem kímélte a gimnáziumot. Az iskolai berendezések nagy része tönkrement. Az épület rendbehozásában és az eszközök helyrehozásában a tanárok, diákok és a civilek együtt segédkeztek.
1959-re az iskola tanulóinak száma jóval meghaladta a maximum felvehető diákok számát. Az ekkori igazgató (dr. Kiss Gyula) nagy szerepet játszott abban, hogy az iskola falain belül megalakuljon Nógrád megye első szakközépiskolája. Ekkorra a diákok száma elérte a 772-t, a tanárok száma a 40-et. A gimnázium 1971-ben átadta más iskoláknak a szakközépiskolai osztályait.
1991-től a Közoktatási Minisztérium engedélyével két idegen nyelvi osztályt indítottak egyedi tantervvel, 1993-tól hat évfolyamos osztályokat, 1995-től nyolc évfolyamos osztályokat indítottak.

## Igazgatók
Dr. Sárffy Aladár (1900)
Jaskovics Ferenc (1901-1914)
Péterffy Béla (1914-1920)
Wiesinger Károly (1920-1933)
Farkas István (1933-1946)
Szerdahelyi János (1946-1948)
Kiss Emil (1949-1952)
Dr. Szalkai Zoltán (1952-1958)
Dr. Kiss Gyula (1958-1967)
Versényi György (1967-1985)
Kovács Ferenc (1985-1990)
Pozsonyi Anna (1990-1995)
Borenszkiné Imre Éva Györgyi (1995-2015)
Dr. Fényes-Bók Szilvia (2015-2020)
Mogyorósi Attila (2020-)

## Külső oldalak
- Az iskola honlapja Archiválva 2013. szeptember 21-i dátummal a Wayback Machine-ben